# Afrotyphlops
Afrotyphlops – rodzaj węży z podrodziny Afrotyphlopinae w rodzinie ślepuchowatych (Typhlopidae).

## Zasięg występowania
Rodzaj obejmuje gatunki występujące w Afryce (Senegal, Gambia, Gwinea Bissau, Gwinea, Sierra Leone, Liberia, Wybrzeże Kości Słoniowej, Mali, Burkina Faso, Ghana, Togo, Benin, Niger, Nigeria, Kamerun, Czad, Sudan, Erytrea, Somalia, Etiopia, Sudan Południowy, Republika Środkowoafrykańska, Gwinea Równikowa, Wyspa Książęca, Gabon, Kongo, Demokratyczna Republika Konga, Rwanda, Burundi, Uganda, Kenia, Tanzania, Malawi, Zambia, Angola, Namibia, Botswana, Zimbabwe, Mozambik, Eswatini, Lesotho i Południowa Afryka). 

## Systematyka

### Etymologia
- Aspidorhynchus: gr. ασπις aspis, ασπιδος aspidos „tarcza”[7]; ῥυγχος rhunkhos „pysk, ryj”[8]. Gatunek typowy: Typhlops eschrichtii Schlegel, 1839 (= Acontias punctatus Leach, 1819).
- Afrotyphlops: łac. Afer, Afra „afrykański”, od Africa „Afryka”; gr. τυφλωψ tuphlōps, τυφλωπος tuphlōpos „ślepy wąż”[2].
- Megatyphlops: gr. μεγας megas „wielki”; τυφλωψ tuphlōps, τυφλωπος tuphlōpos „ślepy wąż”[4]. Gatunek typowy: Onychocephalus mucruso Peters, 1854.

### Podział systematyczny
Do rodzaju należą następujące gatunki:

- Afrotyphlops angolensis (Bocage, 1866)
- Afrotyphlops anomalus (Bocage, 1873)
- Afrotyphlops bibronii (Smith, 1846)
- Afrotyphlops blanfordii (Boulenger, 1889)
- Afrotyphlops brevis (Scortecci, 1929)
- Afrotyphlops calabresii (Gans & Laurent, 1965)
- Afrotyphlops chirioi Trape, 2019
- Afrotyphlops congestus (Duméril & Bibron, 1844)
- Afrotyphlops cuneirostris (Peters, 1879)
- Afrotyphlops dinga (Peters, 1854)
- Afrotyphlops elegans (Peters, 1868)
- Afrotyphlops fornasinii (Bianconi, 1849)
- Afrotyphlops gierrai (Mocquard, 1897)
- Afrotyphlops kaimosae (Loveridge, 1935)
- Afrotyphlops liberiensis (Hallowell, 1848)
- Afrotyphlops lineolatus (Jan, 1864)
- Afrotyphlops nanus Broadley & Wallach, 2009
- Afrotyphlops nigrocandidus (Broadley & Wallach, 2000)
- Afrotyphlops obtusus (Peters, 1865)
- Afrotyphlops platyrhynchus (Sternfeld, 1910)
- Afrotyphlops punctatus (Leach, 1819)
- Afrotyphlops rondoensis (Loveridge, 1942)
- Afrotyphlops rouxestevae Trape, 2019
- Afrotyphlops schlegelii (Bianconi, 1849)
- Afrotyphlops schmidti (Laurent, 1956)
- Afrotyphlops steinhausi (Werner, 1909)
- Afrotyphlops tanganicanus (Laurent, 1964)
- Afrotyphlops usambaricus (Laurent, 1964)